# Козлово (Ґрудзьондзький повіт)
Козлово (пол. Kozłowo) — село в Польщі, у гміні Ласін Ґрудзьондзького повіту Куявсько-Поморського воєводства.
Населення — 64 особи (2011).
У 1975-1998 роках село належало до Торунського воєводства.

## Демографія
Демографічна структура станом на 31 березня 2011 року:
|          | Загалом | Допрацездатний вік | Працездатний вік | Постпрацездатний вік |
| -------- | ------- | ------------------ | ---------------- | -------------------- |
| Чоловіки | 30      | 10                 | 16               | 4                    |
| Жінки    | 34      | 5                  | 23               | 6                    |
| Разом    | 64      | 15                 | 39               | 10                   |